# 舍拉耶沃市镇
舍拉耶沃市镇（俄语：Шелаевское муниципальное образование）是俄罗斯联邦伊尔库茨克州泰舍特区所属的一个市镇。其下辖有个居民点，行政中心为舍拉耶沃。据2016年统计，该市镇的人口为648人。